# Bleriken (Vilhelmina socken, Lappland, 725538-148292)
Bleriken är en sjö i Vilhelmina kommun i Lappland och ingår i Vapstälvens huvudavrinningsområde. Sjön har en area på 0,441 kvadratkilometer och ligger 633,3 meter över havet. Bleriken ligger i Södra Gardfjället Natura 2000-område. Sjön avvattnas av vattendraget Vapstälven (Granån).

## Delavrinningsområde
Bleriken ingår i det delavrinningsområde (725515-148351) som SMHI kallar för Utloppet av Bleriken. Medelhöjden är 679 meter över havet och ytan är 2,25 kvadratkilometer. Räknas de 21 avrinningsområdena uppströms in blir den ackumulerade arean 88,93 kvadratkilometer. Avrinningsområdets utflöde Vapstälven (Granån) mynnar i havet. Avrinningsområdet består mestadels av skog (74 procent). Avrinningsområdet har 0,44 kvadratkilometer vattenytor vilket ger det en sjöprocent på 19,6 procent.